# Филь, Римма Эдуардовна
Римма Эдуардовна Филь — Генеральный директор-главный редактор ООО «Редакция газеты «Донецкие новости», заслуженный журналист Украины, депутат 6 созыва донецкого областного совета от Партии регионов. Председатель постоянной комиссии Донецкого областного совета по культуре, духовности и поддержке СМИ. Координатор Гуманитарного Штаба "Поможем" Благотворительного Фонда Рината Ахметова.

## Биография
Родилась 25 апреля 1971 года.
В 1993 году окончила с отличием факультет журналистики Ростовского государственного университета.
В 2009 году получила диплом менеджера Открытого Университета Британии с отличием.
С 1993 года – работала в Издательском доме «Донецкие новости». Прошла все ступени профессионального роста, начиная от внештатного корреспондента. Работала заведующей отделом новостей, заместителем главного редактора.
С 1999 года – главный редактор ООО «Редакция газеты «Донецкие новости».
31 октября 2010 года была избрана депутатом Донецкого областного совета.
4 августа 2011 года была избрана президентом редакции газеты «Донецкие новости».
С августа 2011 по апрель 2014 - начальник управления информационной политики и по вопросам прессы Донецкой областной государственной администрации.
С апреля 2014 года - вновь генеральный директор-главный редактор ООО «Редакция газеты «Донецкие новости».
С августа 2014 года - координатор Гуманитарного Штаба "Поможем" Благотворительного Фонда Рината Ахметова.
Один из авторов журнала «Шахтёр». Вела на Первом муниципальном канале телепередачу «Родом из детства».
Ведет авторскую колонку в еженедельнике "Донецкие новости", а также блог на сайтах Сегодня.ua  и "Донецкие новости".
Римма Филь - замужем, воспитывает сына Евгения и дочь Карину.

## Награды и достижения
Заслуженный журналист Украины с 2002 года.
Автор книги «Зона бесправия. Есть ли выход?»
В 2006 году признана «Руководителем масс-медиа года» на  XI Международном фестивале журналистики.
В 2010 году награждена Золотой медалью украинской журналистики